# Mistrzostwa świata w krykiecie kobiet
Mistrzostwa świata w krykiecie kobiet (ang. Women’s Cricket World Championship) – międzynarodowy turniej krykieta organizowany przez Międzynarodową Radę Krykieta (ICC) dla żeńskich reprezentacji narodowych. Pierwsze mistrzostwa odbyły się od 20 czerwca do 28 lipca 1973 roku w Anglii i uczestniczyły w nim 7 żeńskich drużyn. Rozgrywki odbywają się regularnie od 1993 co cztery lata. Najwięcej tytułów mistrzowskich zdobyła reprezentacja Australii.

## Wyniki
| Rok                                   | Organizator                          | T |           | Finał                           | Finał                | Finał                             |              | Półfinaliści              | Półfinaliści                 |  | Uwagi     |
| Rok                                   | Organizator                          | T | Zwycięzca | Wynik                           | Finalista            | Półfinalista                      | Półfinalista |                           |                              |  | Uwagi     |
| Mistrzostwa świata w krykiecie kobiet |                                      |   |           |                                 |                      |                                   |              |                           |                              |  |           |
| 1973                                  | system ligowy (Anglia)               | 1 |           | Anglia (20 pkt)                 | wygrała na pkt       | Australia (17 pkt)                |              | Nowa Zelandia (3.miejsce) | International XI (4.miejsce) |  | 7 drużyn  |
| 1978                                  | system ligowy (Indie)                | 1 |           | Australia (6 pkt)               | wygrała na pkt       | Anglia (4 pkt)                    |              | Nowa Zelandia (3.miejsce) | Indie (4.miejsce)            |  | 4 drużyny |
| 1982                                  | finał: Christchurch (Nowa Zelandia)  | 2 |           | Australia 152/7 (59 overów)     | wygrała o 3 wickety  | Anglia 151/5 (60 overów)          |              | Nowa Zelandia (3.miejsce) | Indie (4.miejsce)            |  | 5 drużyn  |
| 1988                                  | finał: Melbourne (Australia)         | 3 |           | Australia 129/2 (44.5 overów)   | wygrała o 8 wicketów | Anglia 127/7 (60 overów)          |              | Nowa Zelandia (3.miejsce) | Irlandia (4.miejsce)         |  | 5 drużyn  |
| 1993                                  | finał: Londyn (Anglia)               | 2 |           | Anglia 195/5 (60 overów)        | wygrała o 67 runów   | Nowa Zelandia 128 (55.1 overów)   |              | Australia (3.miejsce)     | Indie (4.miejsce)            |  | 8 drużyn  |
| 1997                                  | finał: Kolkata (Indie)               | 4 |           | Australia 165/5 (47.4 overów)   | wygrała o 5 wicketów | Nowa Zelandia 164 (49.3 overów)   |              | Anglia                    | Indie                        |  | 11 drużyn |
| 2000                                  | finał: Lincoln (Nowa Zelandia)       | 1 |           | Nowa Zelandia 184 (48.4 overów) | wygrała o 4 runy     | Australia 128 (180 (49.1 overów)  |              | Indie                     | Południowa Afryka            |  | 8 drużyn  |
| 2005                                  | finał: Centurion (Afryka Południowa) | 5 |           | Australia 215/4 (50 overów)     | wygrała o 98 runów   | Indie 117 (46 overów)             |              | Anglia                    | Nowa Zelandia                |  | 8 drużyn  |
| 2009                                  | finał: Sydney (Australia)            | 3 |           | Anglia 167/6 (46.1 overów)      | wygrała o 4 wickety  | Nowa Zelandia 166 (47.2 overów)   |              | Indie (3.miejsce)         | Australia (4.miejsce)        |  | 8 drużyn  |
| 2013                                  | finał: Mumbaj (Indie)                | 6 |           | Australia 259/7 (50 overów)     | wygrała o 114 runów  | Indie Zachodnie 145 (43.1 overów) |              | Anglia (3.miejsce)        | Nowa Zelandia (4.miejsce)    |  | 8 drużyn  |
| 2017                                  | finał: Londyn (Anglia)               | 4 |           | Anglia 228/7 (50 overów)        | wygrała o 9 runów    | Indie 219 (48.4 overów)           |              | Australia                 | Południowa Afryka            |  | 8 drużyn  |
| 2021                                  | (Nowa Zelandia)                      |   |           |                                 |                      |                                   |              |                           |                              |  | 8 drużyn  |

## Klasyfikacja medalowa
W dotychczasowej historii Mistrzostw świata na podium oficjalnie stawało w sumie 6 drużyn. Liderem klasyfikacji jest Australia, która zdobyła złote medale mistrzostw 6 razy.
Stan na grudzień 2018.
| Lp. | Reprezentacja     | Miejsca na podium | Miejsca na podium | Miejsca na podium | Zwycięskie sezony      |   |   |                                    |
| --- | ----------------- | ----------------- | ----------------- | ----------------- | ---------------------- | - | - | ---------------------------------- |
| Lp. | Reprezentacja     | 1.                | Australia         | 6                 | Zwycięskie sezony      | 2 | 2 | 1978, 1982, 1988, 1997, 2005, 2013 |
| 2.  | Anglia            | 4                 | 3                 | 3                 | 1973, 1993, 2009, 2017 |   |   |                                    |
| 3.  | Nowa Zelandia     | 1                 | 3                 | 5                 | 2000                   |   |   |                                    |
| 4.  | Indie             | 0                 | 2                 | 3                 |                        |   |   |                                    |
| 5.  | Indie Zachodnie   | 0                 | 1                 | 0                 |                        |   |   |                                    |
| 6.  | Południowa Afryka | 0                 | 0                 | 2                 |                        |   |   |                                    |